# Adísia Sá
Maria Adísia Barros de Sá (Cariré, 7 de novembro de 1929) é uma radialista, apresentadora de televisão, escritora, professora e jornalista brasileira.

## Biografia

### Formação acadêmica
Adísia Sá tornou-se bacharel em Filosofia pela Faculdade Católica de Filosofia do Ceará em 1954, e licenciada pela Faculdade de Filosofia do Ceará em 1962. Foi professora da Universidade de Fortaleza e professora titular da Universidade Federal do Ceará. Em 1969 tornou-se professora de metafísica, permanecendo como docente até 1984, quando se aposentou como professora titular da UFC e da Universidade Estadual do Ceará. Nesse ínterim, foi professora assistente no curso de jornalismo e professora titular no curso de comunicação social, do Departamento de Comunicação Social e Biblioteconomia.

### Jornalismo
Iniciou sua carreira jornalística em 1955 no jornal Gazeta de Notícias. Trabalhou também nos jornais O Estado, O Dia e O Povo, onde tornou-se a primeira mulher a assumir a função de ombudsman na imprensa nordestina, em 1994. Exerceu o cargo ainda em 1997 e 2000, sendo nomeada ombudsman emérita do jornal. Ainda possuiu mesma função na rádio AM do Povo, nos anos de 1998 e 1999. Adísia Sá  trabalhou também na televisão, como comentarista da TV Jangadeiro, TV Com e TV Manchete. 
Foi a pioneira, juntamente com outros colegas, a implantar o primeiro curso de jornalismo no Ceará. É membro fundador do curso de jornalismo da UFC e da Associação Brasileira de Ouvidores (ABO), seção Ceará. A jornalista também ocupou diversos cargos de direção em entidades de classe: Associação Cearense de Imprensa (ACI), Sindicato dos Jornalistas do Ceará e Comissão Nacional de Ética da Federação Nacional dos Jornalistas (FENAJ).
Atualmente Adísia Sá é colunista semanal do jornal O Povo e comentarista diária na Rádio O Povo CBN, Tempo FM e TV Fortaleza.

## Publicações literárias
Paralelo ao seu trabalho de jornalista, Adísia Sá lançou 13 livros publicados nas áreas de filosofia, jornalismo e literatura:
- Biografia de um Sindicato
- Capitu conta Capitu
- Clube dos Ingênuos
- Em busca de Iracema[6]
- Ensino de Filosofia no Ceará (coordenadora)
- Ensino de Jornalismo no Ceará
- Fenômeno Metafísico
- Fundamentos Científicos da Comunicação (coordenadora)
- Introdução à Filosofia
- Metafísica para quê?
- O Jornalista Brasileiro
- Ombudsmen/Ouvidores: Transparência, Mediação e Cidadania (coletânea de textos sobre o assunto)
- Traços de União

## Homenagens
Em sua carreira, Adísia ganhou vários prêmios pelo reconhecimento ao seu trabalho frente ao jornalismo. Em 2004, a Faculdades Nordeste (FANOR), instalou a cátedra Adísia Sá de Jornalismo, objetivando promover discussões sobre a ética na comunicação.
Em 2005 foi homenageada com a publicação do livro Adísia Sá - Uma biografia, de Luíza Helena Amorim. 
Em 2009, o jornal O Estado criou, juntamente com o Instituto Venelouis Xavier Pereira, o Concurso Cultural Adísia Sá de Jornalismo, com o intuito de incentivar e premiar a criatividade e o talento dos estudantes de todos os semestres das faculdades de jornalismo de Fortaleza.
Em 2013, Adísia Sá recebeu do Governo do Estado do Ceará a Medalha da Abolição, por suas contribuições à sociedade cearense. A premiação é a maior comenda do Estado.

## Controvérsias
Em 1968, no ano em que foi instituído o AI-5, Adísia Sá era diretora do Colégio Estadual Justiniano de Serpa, em Fortaleza. Ela tinha, supostamente, uma postura persecutória contra alunas ligadas ao movimento estudantil, tendo expulsado em maio daquele ano a aluna Mirtes Semeraro de Alcântara Nogueira, sendo por esse motivo alvo da "Revolta das Saias", movimento de repúdio em resposta às posturas de perseguição dentro da escola. O movimento tomou as ruas da cidade, sendo considerado a maior revolta feminina da América Latina na época, e que acabou resultando na queda de Adísia como diretora da escola.
Como retaliação, Adísia Sá teria entregado as alunas Mirtes e Maria do Carmo Moreira Serra Azul para a repressão da ditadura militar, quando Maria sofreu gravíssimas torturas pelos militares e Mirtes ficou foragida.